# Кутепов, Сергей Михайлович
Сергей Михайлович Кутепов (род. 21 октября 1949 года, Донецк, УССР, СССР) — советский и российский учёный, специалист в области травматологии и ортопедии, директор Уральского НИИ травматологии и ортопедии имени В. Д. Чаклина (1986—2001), ректор УГМУ (2005—2017), член-корреспондент РАН (2016).

## Биография
Родился 21 октября 1949 года в Донецке.
В 1973 году окончил Свердловский государственный медицинский институт (сейчас — Уральский государственный медицинский университет) по специальности «лечебное дело», затем с 1973 по 1982 годы — учёба в клинической ординатуре на кафедре госпитальной хирургии лечебного факультета института.
В 1982 году защитил кандидатскую диссертацию на тему «Применение торакоскопии при некоторых видах травмы грудной клетки».
С 1982 по 1986 годы — главный врач городской травматологической больнице № 36 Свердловска.
С 1986 по 2001 годы — директор Уральского научно-исследовательского института травматологии и ортопедии имени В. Д. Чаклина, являлся научным руководителем клиники неотложной травматологии этого института.
В 1996 году защитил докторскую диссертацию на тему «Управляемый чрезкостный остеосиптез в лечении переломов костей таза».
В 2000 году присвоено учёное звание профессора.
С 2002 по 2005 годы — научный консультант клиники неотложной травматологии УНИИТО.
С 2005 по май 2006 года — исполняющий обязанности, а с мая 2006 года по август 2017 года — ректор Уральского государственного медицинского университета, в настоящее время — его президент.
В 2016 году избран членом-корреспондентом РАН.

## Научная деятельность
Специалист в области травматологии и ортопедии.
Ведёт исследования в области диагностики и лечения заболеваний и повреждений позвоночника, переломов костей таза; применением биокомпозиционных материалов в травматологии и ортопедии; малоинвазивными методами в хирургии.
Основные научные результаты:
- создан аппарат для остеосинтеза переломов тазовых костей;
- предложен компрессионно-дистракционный аппарат для лечения тазобедренного сустава;
- разработан способ лечения разрывов лонного сочленения;
- обоснован способ прогнозирования течения сращения при чрескостном остеосинтезе;
- предложен способ диагностики воспалительного процесса;
- разработан способ индивидуального режима магнитотерапии при лечении переломов костей таза;
- создана полезная модель эндопротеза межпозвонкового диска.

Автор 194 научных работ, в том числе десяти монографий.
Под его руководством защищено 3 докторские и 4 кандидатские диссертации.
Главный редактор журнала «Вестник Уральского медицинского университета», заместитель главного редактора журнала «Вестник Уральской медицинской академической науки», председатель редколлегий журналов «Проблемы стоматологии» и «Уральского журнала психиатрии, наркологии и психотерапии».

## Награды
- Заслуженный врач Российской Федерации
- Медаль «За освоение целинных земель»
- Знак «Отличник здравоохранения Российской Федерации»
- Знак «За заслуги перед Свердловской областью» III степени